# Бёнебюттель
Бёнебюттель (нем. Bönebüttel) — община в Германии, в земле Шлезвиг-Гольштейн. 
Входит в состав района Плён. Подчиняется управлению Бокхорст.  Население составляет 2055 человек (на 31 декабря 2010 года). Занимает площадь 20,4 км².